# Ebbrittoniella ignita
Ebbrittoniella ignita là một loài bọ cánh cứng trong họ Hybosoridae. Loài này được Westwood miêu tả khoa học năm 1883.